# Deutsches Klimarechenzentrum

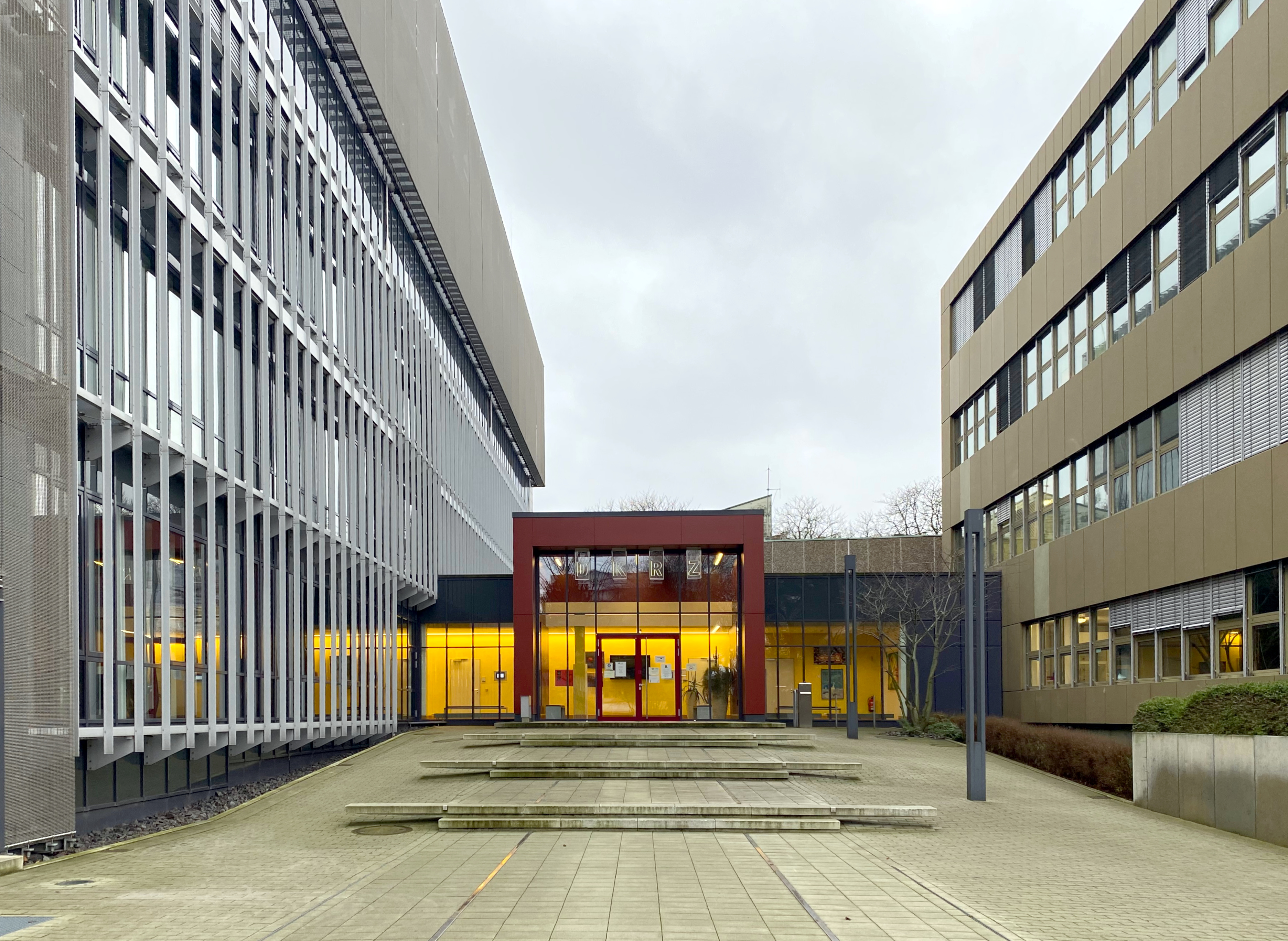
Eingang zum Deutschen Klimarechenzentrum in Hamburg-Rotherbaum

Das Deutsche Klimarechenzentrum (DKRZ) ist eine zentrale Dienstleistungseinrichtung für die deutsche Klima- und Erdsystemforschung mit Sitz in Hamburg. Es betreibt Höchstleistungsrechner für die angewandte und die grundlagenorientierte Klimaforschung und deren Nachbardisziplinen.

## Geschichte
Das Deutsche Klimarechenzentrum wurde 1987 gegründet. Hauptaufgabe des DKRZ ist die Bereitstellung von Rechenleistung und Speicherkapazität sowie die technische Unterstützung bei Modell- und Simulationsrechnungen der Klimaforschung.
Hauptgesellschafter der Deutsches Klimarechenzentrum GmbH sind die Max-Planck-Gesellschaft und die Freie und Hansestadt Hamburg (Universität Hamburg). Weitere Gesellschafter sind das Alfred-Wegener-Institut für Polar- und Meeresforschung und das Helmholtz-Zentrum Hereon. Das DKRZ wird finanziell vom Bundesministerium für Bildung und Forschung gefördert.
Das Deutsche Klimarechenzentrum ist Mitglied im Deutschen Klima-Konsortium.

## Standort und Ausstattung
Nach seiner Gründung war das Klimarechenzentrum zunächst im 15. Stockwerk des Geomatikum in der Bundesstraße 55 untergebracht. Mangels eines Lastenaufzugs musste dort 1988 ein neubeschaffter Supercomputer per Kran angeliefert werden. Der heutige Standort entstand durch Sanierung und Umbau des ehemaligen Gebäudes der Physikalischen Chemie an der Bundesstraße 45a. Neben Asbestsanierung und Entkernung wurde dabei eine Etage aufgestockt und seitlicher Technikturm angefügt. Im vierten Obergeschoss befindet sich der Hochleistungsrechner, in den unteren Etagen sind Büroräume der Wissenschaftler und Mitarbeiter entstanden.
Zu den vom Klimarechenzentrum betriebenen Supercomputern gehörten:
- 1988–1989 (übernommen vom Hamburger Max-Planck-Institut für Meteorologie): Control Data Cyber-205[1]
- 1988–1994: Cray-2 S[5]
- 1991–1995: Cray Y-MP[6]
- 1992–1998: Convex 3860[7]
- 1994–2001: Cray C916[8]
- 1994–2000: Cray T3D[4]
- 2008–2012: Sun Linux Cluster „Tornado“ mit Sun Fire X2200M-Rechnerknoten[4]
- 2009–2015: IBM Power 6 p375 „Blizzard“[4]
- 2015/2016–2022: Mistral von Bull / Atos[9]
- Ab 2022: Levante von Bull / Atos[10]